# Гай Клавдий Марцелл (консул 50 года до н. э.)
Гай Кла́вдий Марце́лл (лат. Gaius Claudius Marcellus; умер в начале 40 года до н. э., Рим, Римская республика) — римский политический деятель из плебейской ветви рода Клавдиев, консул 50 года до н. э., муж Октавии Младшей. В качестве союзника Гнея Помпея Великого сыграл важную роль в развязывании гражданской войны 49—45 годов до н. э., но сам не принял в ней участие, примирившись с Гаем Юлием Цезарем.

## Происхождение
Марцелл принадлежал к плебейской ветви Клавдиев, которая, по предположениям историков, изначально находилась в тесной связи с Клавдиями-патрициями: первые Марцеллы, достигшие курульных магистратур, ещё могли быть клиентами Клавдиев Крассов. Когномен Марцелл является уменьшительной формой преномена Марк, хотя Плутарх возводил этимологию к имени римского бога войны. Первым носителем этого когномена, упоминающимся в источниках, был консул 331 года до н. э.
Гай Клавдий был сыном претора 80 года до н. э. того же имени и правнуком Марка Клавдия Марцелла, трёхкратного консула (в 166, 155 и 152 годах). Его двоюродными братьями были ещё один Гай, консул 49 года, и Марк, консул 51 года. Источники сообщают имя матери Гая — Юния. Это могла быть дочь Децима Юния Брута Каллаика, консула 138 года до н. э.

## Биография
Первое упоминание о Гае Клавдии в сохранившихся источниках относится к 62 году до н. э. Марк Туллий Цицерон в своей речи в защиту Публия Корнелия Суллы, обвинявшегося в причастности к заговору Катилины, говорит, что Марцелл вместе с отцом просил его выступить защитником в этом деле, а до того — в деле Публия Автрония Пета. В одном случае Цицерон отказал просителям, в другом ответил согласием. При этом оратор говорит, что Гай-младший ему «дорог, как сын».
В 57 году до н. э. один из Марцеллов участвовал в очередных выборах магистратов. Цицерон пишет Аттику: «Кандидат Марцелл храпит так, что слышно мне, живущему по соседству». Предположительно, речь идёт о кандидате в эдилы; по мнению Фридриха Мюнцера, это мог быть Гай, а Роберт Броутон считает вероятным, что баллотировался Марк. В любом случае, учитывая требования Корнелиева закона и дату консулата, Гай должен был не позже 56 года до н. э. занимать должность эдила и не позже 53 года до н. э. — должность претора.
Приблизительно в 54 году до н. э. Марцелл женился на Октавии Младшей — внучатой племяннице Гая Юлия Цезаря. Но этот брак не повлиял на его политическую позицию: несмотря на усиление конфликта между Цезарем и Гнеем Помпеем Великим, Гай Клавдий оставался сторонником последнего. Известно, что Цезарь одно время планировал расторгнуть брак Гая и Октавии, чтобы выдать внучатую племянницу за Помпея и прекратить таким образом распри, но этот план не был осуществлён. Поддержка Помпея обеспечила Марцеллу консулат на 50 год до н. э., совместный с патрицием Луцием Эмилием Лепидом Павлом.
В качестве консула Марцелл действовал как враг Цезаря. Он предложил досрочно лишить Гая Юлия командования в Галлии, но встретил сопротивление со стороны коллеги и народного трибуна Гая Скрибония Куриона, предложившего оставить без армий и Цезаря, и Помпея. В декабре 50 года до н. э. соответствующая инициатива Куриона получила подавляющее большинство голосов в сенате (370 «за» при всего 22 или 25 «против»); тогда Гай Клавдий, председательствовавший на этом заседании, распустил сенат, потребовал объявить войну Гаю Юлию и наделить Помпея чрезвычайными полномочиями и начал набор армии для гражданской войны. Ещё до этого Марцелл передал Помпею два легиона, изначально предназначенные для отправки на Восток, которые стали ядром новой армии.
Военные действия начались в 49 году до н. э., при новых консулах, одним из которых был второй Гай Клавдий Марцелл (кузен первого). Узнав, что Цезарь идёт на Рим, бывший консул покинул столицу вместе с Помпеем. О том, что он был настроен уже не так решительно, говорят слова Цицерона в письме к Аттику, датированном 6 марта: «Марцеллы остались бы, если бы не боялись меча Цезаря». Кузены Гая в конце концов переправились на Балканы и сражались в армии Помпея, а сам Гай после долгих колебаний предпочёл примириться с Цезарем, используя связывавшее их родство. Цицерон в связи с этим называет Марцелла «большим трусом, который раскаивается в том, что был консулом». Благодаря этому примирению Гай смог вернуться в Рим и избежать связанного с участием в гражданской войне риска, но какого-либо политического веса он уже не имел.
В последующие годы Гай приложил немало усилий, чтобы добиться от Цезаря помилования для его кузена Марка, пребывавшего на Лесбосе. «Здесь о твоем прощении… молят обильные постоянные слезы одного Гая Марцелла, твоего брата, глубоко преданного тебе», — написал Марку Цицерон в сентябре 46 года до н. э. Прощение было получено, но кузен продемонстрировал не слишком горячую признательность по отношению к тем, кто хлопотал за него; в любом случае Марк погиб на пути в Рим.
После гибели Цезаря политическая значимость Гая Клавдия на время выросла. Приёмным сыном диктатора по завещанию стал Октавиан, брат жены Гая, прислушивавшийся к мнению шурина. Убийцы Цезаря рассчитывали, что Марцелл поможет им заключить союз с Октавианом, а последний использовал Гая, чтобы наладить отношения с Цицероном. В это время близкие отношения связывали Марцелла с другом Цицерона Титом Помпонием Аттиком: по-видимому, именно Гай попросил Аттика включить в одну из его книг родословную Марцеллов.
Гай Клавдий умер в начале 40 года до н. э.

## Семья
Около 54 года до н. э. Гай Клавдий женился на Октавии Младшей, принадлежавшей к незнатному всадническому роду. Её отцом был Гай Октавий, претор 61 года до н. э., матерью — Аттия, дочь сестры Гая Юлия Цезаря, младшим братом — Гай Октавий, впоследствии принявший имя Август и ставший первым правителем Римской империи. У Марцелла и Октавии родились трое детей: Марк Клавдий Марцелл, считавшийся наследником своего дяди Августа, но умерший совсем молодым, Клавдия Марцелла Старшая (жена Марка Випсания Агриппы и Юла Антония) и Клавдия Марцелла Младшая (жена Марка Валерия Мессалы Барбата Аппиана и Павла Эмилия Лепида).
Младшая дочь Гая Клавдия родилась уже после его смерти. Октавия, будучи ещё беременной, стала женой Марка Антония, скрепив таким образом его союз с Октавианом.